# 2,2,3,3,4-pentametilpentano
El 2,2,3,3,4-pentametilpentano es un alcano de cadena ramificada con fórmula molecular C10H22.